# صباح ديبي
صباح ديبي، هي كاتبة وقاصة مهتمة بأدب الطفل واليافعين من فلسطين، ومدققة لغوية ومحررة أدبية، من مواليد مدينة دمشق عام 1982، خريجة بكالوريوس دراسات عربية وإسلامية في جامعة الغرير، ودبلوم رياض أطفال في جامعة دمشق، كتبت ما يزيد عن خمسين قصة للأطفال في كتب مطبوعة وإلكترونية ومجلات، حازت على جائزة أفضل كتاب للطفل عن قصة «حيواناتي الغريبة»، للفئة العمرية من ثلاث إلى خمس سنوات في مهرجان الشارقة القرائي للطفل عام 2014.

## سيرتها المهنية
صباح ديبي، كاتبة وقاصة فلسطينية في أدب الطفل واليافعين، عضو في مجموعة «هن» وهي مجموعة أدبية للكاتبات، شاركت في لجنة تحكيم لعدد من المدارس وتقيم النصوص لعدد من الجهات المختصة في الكتابة للطفل، كتبت في عدة مجلات عربية للأطفال منها: مجلة العربي الصغير، مجلة ماجد، وكذلك في مواقع إلكترونية مختصة بالأطفال منها: مجلة الحياة للأطفال، كتبت في برنامج افتح يا سمسم، وتطبيق مكوكي.[بحاجة لمصدر]
الكاتبة قدمت ورشة قراءة قصصية للأطفال عن بعد عبر منصة زوم في عام 2021، والتي نظمته مركز الشارقة لصعوبات التعلم، وقامت بزيارة المدارس في جميع أنحاء مدينة دبي، وإقامة ورش عمل للكتابة الإبداعية، وعقد دورات وإقامة فعاليات وأنشطة تفاعلية باللغة العربية ضمن فعاليات ضمن أسبوع اللغة العربية السنوي في عام 2017، بتنظيم من مؤسسة الإمارات للآداب، وكذلك نفذت ورشة افتراضية بعنوان «حكايات»، عبر تقنية الاتصال المرئي، عام 2021، من تنظيم مؤسسة ربع قرن لصناعة القادة والمبتكرين، وعملت لسنوات في مجال الحقوق الفكرية وحقوق المؤلف.

## مؤلفات
- (2008)، مارد القرن الواحد والعشرين: دار الرقي، بيروت [3]
- (2008)، اللعب مع الظلال: دار الرقي، بيروت [3]
- (2008)، أصدقاء العمر: دار الرقي، بيروت [3]
- (2008)، الساحر كنفوش: دار الرقي، بيروت [3]
- (2012)، الدجاجة ورغيف الخبز: دار أصالة للنشر، بيروت [8]

- (2012)، أسنان سامي: العالم العربي للنشر والتوزيع، دبي [9]

- (2013)، حيواناتي الغريبة: دار أصالة للنشر، بيروت [10]

- (2013)، أريد أن أنام: دار أصالة للنشر، بيروت [11]
- (2013)، مفاجأة: دار أصالة للنشر، بيروت [12]

- (2015)، وأدرك البيت السعادة: دار البنان للطباعة والنشر والتوزيع، بيروت [13]
- (2016)، فوفو لا يخاف: دار الهدهد للنشر والتوزيع، دبي [14]

- (2017)، نزهة بندون: دار الهدهد للنشر والتوزيع، دبي [15]

- (2017)، قعود في سباق الهجن: دار الهدهد للنشر والتوزيع، دبي [16]

- (2017)، القردة مشمشة: دار الهدهد للنشر والتوزيع، دبي [17]

- (2017)، أين ذهب صوت بوبو؟ : دار الهدهد للنشر والتوزيع، دبي [18]
- (2019)، حكاية جدتي الشجرة: دار كلمات للنشر والتوزيع، الإمارات.
- (2019)، نزهة في السوق: دار كلمات للنشر والتوزيع، الإمارات.
- (2020)، حروف هوغو: دار واو للنشر والتوزيع، الإمارات.

- (2020)، عندما غنى الكروان: دار واو للنشر والتوزيع، الإمارات [19]

- الوحش المرتب: دار عصافير للنشر، الإمارات [20]
- قصص المهن: تطبيق مكوكي، الإمارات.[بحاجة لمصدر]